# Sydfalsters kommun
Sydfalsters kommun låg i Storstrøms amt i Danmark. Kommunen hade omkring 7 000 invånare (2004) och en yta på 113,31 km². Væggerløse var centralort, andra orter är Gedser, Marielyst, Væggerløse och Idestrup.
Sedan 1 januari 2007 ingår kommunen i Guldborgsunds kommun.